# Frédéric Nikitis
Frédéric Nikitits  dit Nikitis est un footballeur français, né le 6 juin 1922 à Constantinople en Turquie et mort le 20 février 2011 à Évreux. 
Il a joué milieu de terrain  au RC Paris et au Stade rennais.

## Carrière de joueur
- Le Vésinet
- 1947-1950 :  RC Paris
- 1950-1951 :  Stade rennais
- 1951-1952 :  FC Rouen
- 1952-1953 :  Stade rennais
- Évreux Athletic Club[2]

## Palmarès
- Finaliste de la Coupe de France en 1950 avec le RC Paris

## Source
- Marc Barreaud, Dictionnaire des footballeurs étrangers du championnat professionnel français (1932-1997), l'Harmattan, 1997.